# Magnolias for Ever (album)
Albums de Claude François
His Hits in English
(1977)
Singles
1. Magnolias for Ever
Sortie : novembre 1977
2. Alexandrie Alexandra
Sortie : 15 mars 1978
3. Écoute ma chanson
Sortie : septembre 1978
4. Rubis
Sortie : octobre 1978

Magnolias for Ever est le vingt-cinquième et dernier album studio de Claude François, sorti en décembre 1977.
De nombreux admirateurs nomment cet album : Disco.

## Liste des titres
| 1. | Magnolias for Ever                         | Étienne Roda-Gil | Jean-Pierre Bourtayre, Claude François | 4:20 |
| 2. | Et je t'aime tellement (And I Love You So) | Claude François  | Don McLean                             | 3:50 |
| 3. | Ève                                        | Pierre Delanoë   | Jean-Pierre Bourtayre, Claude François | 4:50 |
| 4. | L'amour vient, l'amour va                  | Eddy Marnay      | Michael Bacon, Larry Gold              | 3:40 |
| 5. | Sacrée chanson (Telephone Line)            | Eddy Marnay      | Jeff Lynne                             | 4:25 |

| 6.  | Alexandrie Alexandra                       | Étienne Roda-Gil                               | Jean-Pierre Bourtayre, Claude François | 4:35 |
| 7.  | Rubis (Guava Jelly)                        | Étienne Roda-Gil                               | Bob Marley                             | 3:40 |
| 8.  | Pourquoi toi                               | Claude François, Eddy Marnay                   | Martial Carcelès                       | 3:50 |
| 9.  | Écoute ma chanson (So Near and Yet So Far) | Claude François, Yves Dessca, Vito Pallavicini | Toto Cutugno                           | 3:40 |
| 10. | Disco Météo                                | Jean Schmitt                                   | Jean-Pierre Bourtayre, Claude François | 4:15 |